# Amish quilts

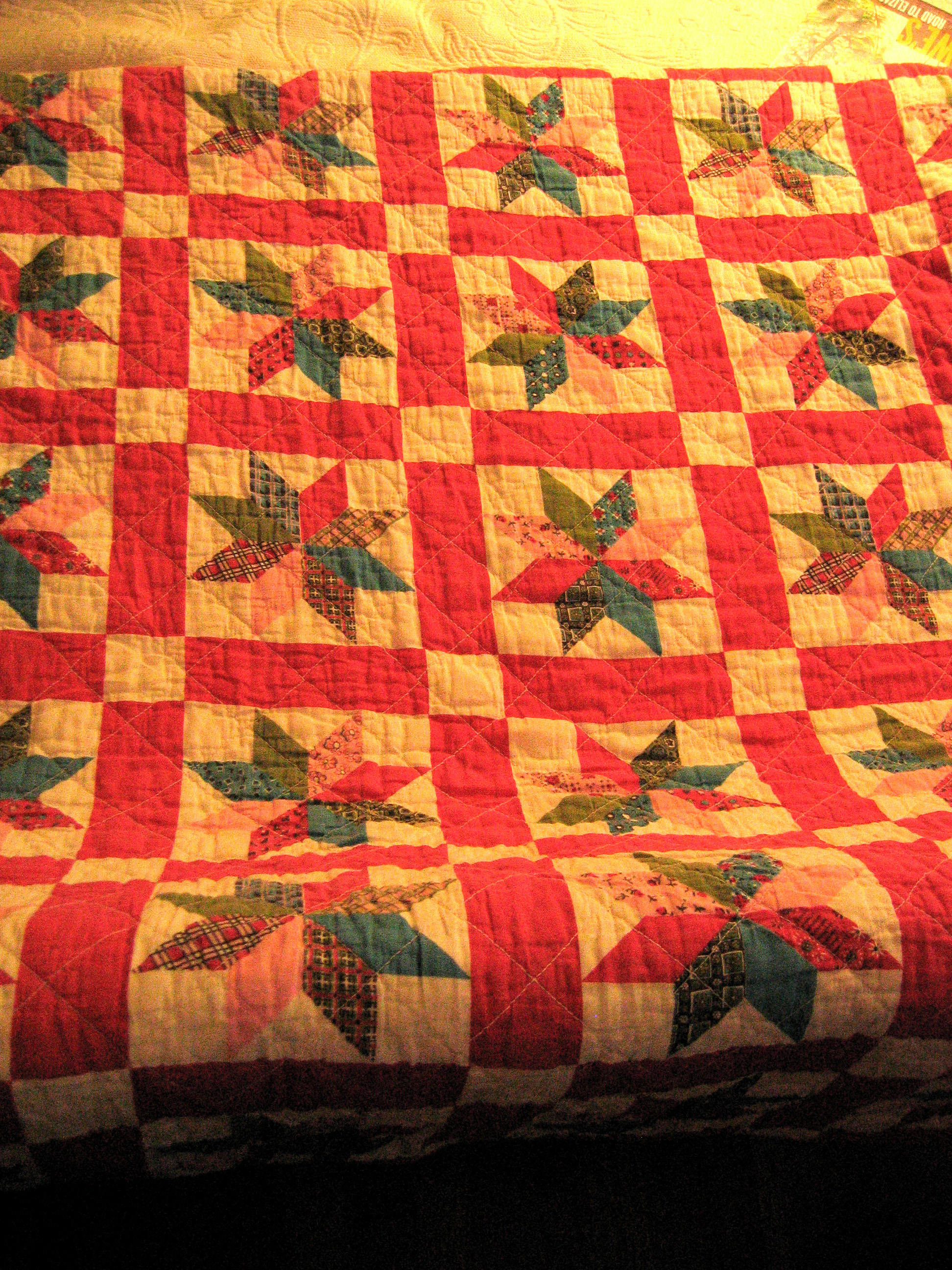
Täcke i quiltteknik

Amish quilts är kviltade täcken i lappteknik, framställda av de olika amerikanska amishgrupperna. Mönstren består av enkla geometriska figurer och är hållna i mörka mättade färger.